# Frankfurter FV Sportfreunde 04
Der Frankfurter FV Sportfreunde 04 ist ein Fußballverein aus dem Frankfurter Stadtteil Gallus. Er wurde 1904 unter dem Namen Frankfurter FC Britannia gegründet und nach dem Ersten Weltkrieg umbenannt. Die überregionalen Erfolge des FFV liegen schon einige Zeit zurück: Als FC Britannia konnte man sich einige Jahre als Erstligist im Maingaukreis mit den renommierten lokalen Vereinen messen, und nach dem Ersten Weltkrieg sowie in der Spielzeit 1932/33 stand man erneut im „Oberhaus“ des seinerzeit noch kleingliedrigen Ligensystems. Nach dem Zweiten Weltkrieg erreichten die Sportfreunde in der Saison 1955/56 ihren Zenit, als sie in der 1. Amateurliga Hessen spielten. Seit den 1960er Jahren spielen die „Speuzer“, wie die Mannschaft genannt wird, in den regionalen Klassen des Fußballkreises Frankfurt.

## Geschichte

Die Mannschaften von FC Britannia (helle Trikots) und FFC Victoria, einem Vorgängerverein der Eintracht, im Jahr 1907

Der Verein wurde am 15. Mai 1904 unter dem Namen Frankfurter FC Britannia gegründet. Zu diesem Zeitpunkt waren in der Stadt bereits mehrere Fußballvereine entstanden, auch im Gallus gab es mit dem Frankfurter FC 1902 eine Mannschaft, die die noch junge Sportart ausübte. Der FC Britannia erwies sich aber als außerordentlich spielstark, verdrängte den FFC 1902, der bald darauf mit einem Vorläuferverein des späteren Rot-Weiss Frankfurt fusionierte, als stärkste Kraft im Stadtteil und spielte bereits drei Jahre nach seiner Gründung, ab 1907, in der obersten Spielklasse. In der Nordkreisliga des süddeutschen Fußballverbandes nahm der FC Britannia zwar keine Spitzenpositionen ein, konnte aber im Feld der großen Vereine aus Frankfurt, Wiesbaden, Offenbach und Hanau lange mithalten. Erst nach der Saison 1911/12, als die Zahl der Mannschaften in der Nordkreisliga auf acht reduziert wurde, musste man sich aus der Erstklassigkeit verabschieden.
Nach dem verlorenen Ersten Weltkrieg war der Name „Britannia“ nicht mehr zeitgemäß, und der Verein benannte sich, nachdem er noch am 9. Februar 1919 im Pokalendspiel des Nordkreises unter dem alten Namen angetreten war, auf Druck der öffentlichen Meinung im Frühjahr 1919 in Frankfurter Fußballverein Sportfreunde 1904 um. Durch die Neuordnung der Spielklassen wurde die Mannschaft nunmehr wieder in die oberste Liga eingeteilt. In der Abschlusstabelle der Kreisliga Nordmain, die ungefähr den Raum Frankfurt/Friedberg/Hanau umfasste, belegte der Verein nach der Saison 1919/20 den vierten Platz hinter dem Frankfurter FV (Vorläufer der Eintracht), dem FSV Frankfurt und dem VfR 01 (Vorläufer von Rot-Weiss). Die Ligen wurden in den darauffolgenden Jahren immer wieder umgestaltet, und aufgrund dessen fand sich der FFV Sportfreunde schon 1923 erneut in der Zweitklassigkeit wieder. In den 1920er Jahren entstand der Spitzname „Speuzer“ für die Mitglieder des Vereins, der noch heute gebräuchlich ist. Er stammt wohl von einem Wirt des Vereinsheims, der den Spielern nach Siegen zwar gerne eine Lokalrunde spendierte, aber zugleich anmahnte: „Awwer speuzt mer net widder das Lokal voll.“
Bis zum Zweiten Weltkrieg gelang aber noch einmal die Rückkehr in die oberste Spielklasse und der Verein hätte nach der Saison 1932/33 der Bezirksliga Main-Hessen mit einem 8. Platz auch die Klasse gehalten, wenn nicht 1933 erneut eine Reform der Fußball-Ligen angestanden wäre, denn als Drittletzter der Bezirksliga war man für die neue Gauliga Südwest nicht qualifiziert. Nach dem Krieg starteten die Sportfreunde zunächst in der zweitklassigen Landesliga Hessen, doch erneut rutschte man durch Ligareformen in die dritte bzw. vierte Spielstufe ab. Unter Trainer Karl Klug gelang zwar 1954/55 die Meisterschaft der 2. Amateurliga und der Aufstieg in 1. Amateurliga Hessen. Der FFV Sportfreunde konnte aber mit den deutlich finanzstärkeren Vereinen nicht mithalten und stieg nach nur einem Jahr wieder ab. Das Ziel „Wiederaufstieg“ wurde trotz namhafter auswärtiger Neuverpflichtungen verfehlt, und in den 1960er Jahren rutschten die „Speuzer“ allmählich in die tieferen Amateurklassen ab. Die erste Herrenmannschaft spielt seit mehreren Jahren in der Kreisoberliga Frankfurt.
Im Stadtteilverein ist man seit Jahrzehnten besonders um die Nachwuchsarbeit bemüht. 1966 wurde die A-Jugend Hessenmeister. In den 1960er und 1970er Jahren gingen die späteren Bundesligaspieler Ernst Abbé (Eintracht, KSC) und Hans-Peter Boy (Eintracht, FSV) aus der Jugend des FFV hervor, in der jüngeren Vergangenheit sind Michael Thurk (Mainz, Eintracht, Augsburg) und Patric Klandt (FSV) bekannte Namen im Profifußball, die bei den Sportfreunden das Fußballspielen erlernten. Der spätere „Pokalheld“ Wolfgang Schäfer begann im Seniorenbereich beim FFV und kehrte nach seiner Profikarriere als Spielertrainer auch wieder zurück. In der Saison 2015/16 spielen die A-Junioren in der Gruppenliga Frankfurt und die B-, C- und E-Junioren in der Kreisliga A. Die E-Junioren gewannen 2012/13 den Frankfurter Kreispokal, die A-Junioren unterlagen 2014/15 im Endspiel um den Regionalpokal Frankfurt dem Nachwuchs des FSV Frankfurt.
Mit dem „Speuzer-Cup“, der sich aus dem traditionellen „Speuzer Pfingstturnier“ entwickelt hat, werden auf dem FFV-Gelände alljährlich Jugendturniere mit einem überregionalen Teilnehmerfeld veranstaltet. Außerdem veranstaltet das „Jugendteam der FFV Sportfreunde“ im Winter die „Toleranz-Respekt-Fairplay Hallenturniere“ für diverse Altersklassen. Für dieses Engagement wurde das Jugendteam 2015 mit dem Im-Gedächtnis-Bleiben Preis des Frankfurter Fanprojekts ausgezeichnet.

## Spielstätte
Sportplatz und Vereinsheim des FFV Sportfreunde 04 liegen im westlichen Teil der Mainzer Landstraße an der A 5, Mainzer Landstr. 480.